# Galeaspida
Galeaspida ("Elmos couraçados") é um extinto táxon de peixes sem mandíbulas marinhos e de água doce. Seu nome é derivado de uma palavra latina para elmo, galea, e refere-se a seus massivos escudos ósseos na cabeça. Galeaspida viveram em águas rasas e frescas e ambientes marinhos durante os períodos Siluriano e Devoniano (430 a 370 milhões de anos atrás) no que hoje é a China e o Vietnã.